# Electrical Storm
Electrical Storm è l'unico brano degli U2 ad essere estratto come singolo dal loro secondo greatest hits The Best of 1990-2000, oltre ad essere una dei due inediti contenuti nel suddetto album (l'altra è "The Hands That Built America").
La canzone è la storia di due amanti in continua lite e la tensione che si crea intorno a loro, che viene paragonata appunto ad una "tempesta".
Il brano è stato eseguito per la prima volta dal vivo il 2 luglio 2009 a Barcellona, durante la seconda tappa del U2 360º Tour.

## Il video
Il video musicale del brano è stato totalmente girato in bianco e nero, come è nello stile del suo regista, Anton Corbijn, fotografo 'storico' degli U2. Sin dalle prime sequenze i protagonisti sono il batterista Larry Mullen, Jr. e l'attrice Samantha Morton, che danno vita ad una intensa storia d'amore tra un uomo e una sirena, perfettamente in linea con i contenuti emozionali del brano. Ai momenti intimi della coppia, si alternano le inquadrature agli altri membri della band. Le riprese sono state fatte ad agosto del 2002 ad Èze-Sur-Mer, riviera di Èze, in Provenza (Francia).
Il video è stato girato nel comune di Èze, in Costa Azzurra.

## Formazione
U2
- Bono - voce, chitarra
- The Edge - chitarra, tastiera, sintetizzatore, cori
- Adam Clayton - basso
- Larry Mullen Jr. - batteria

## Tracce

### CD versione 1
1. "Electrical Storm" (William Orbit Mix) – 4:37
2. "New York" (Nice Mix) – 5:43
  - remixed by Jimmy "KLF" Cauty
3. "New York" (Nasty Mix) (5:00)
  - remixed by Jimmy "KLF" Cauty

### CD versione 2
1. "Electrical Storm" (Band Version) – 4:26
  - mixed by Carl Glanville
2. "Bad"/"40"/"Where the Streets Have No Name" (Live from Boston) – 12:28
  - from the Elevation 2001: Live from Boston video release

### CD versione 3
1. "Electrical Storm" (William Orbit Mix) – 4:37
2. "Electrical Storm" (Band Version) – 4:26

### CD versione 4
(Pubblicato solo in Giappone)
1. "Electrical Storm" (William Orbit Mix) – 4:37
2. "New York" (Nice Mix) – 5:43
3. "New York" (Nasty Mix) (5:00)
4. "Electrical Storm" (Band Version) – 4:26
5. "Bad"/"40"/"Where the Streets Have No Name"  (Live from Boston) – 12:28

### Versione DVD
1. "Electrical Storm" (William Orbit Mix) – 4:37
2. "Electrical Storm" Video (Director's Cut) – 4:25
3. Interview with Larry
4. Photo gallery with Anton Corbijn photographs

## Classifiche
| Classifica (2002)               | Posizione massima |
| ------------------------------- | ----------------- |
| Australia                       | 5                 |
| Austria                         | 8                 |
| Belgio (Fiandre)                | 23                |
| Belgio (Vallonia)               | 29                |
| Canada                          | 1                 |
| Danimarca                       | 2                 |
| Europa                          | 3                 |
| Finlandia                       | 2                 |
| Francia                         | 18                |
| Germania                        | 8                 |
| Irlanda                         | 2                 |
| Italia                          | 1                 |
| Norvegia                        | 4                 |
| Nuova Zelanda                   | 5                 |
| Paesi Bassi                     | 4                 |
| Portogallo                      | 1                 |
| Regno Unito                     | 5                 |
| Spagna                          | 1                 |
| Stati Uniti                     | 77                |
| Stati Uniti (adult alternative) | 1                 |
| Stati Uniti (alternative)       | 14                |
| Stati Uniti (mainstream rock)   | 26                |
| Svezia                          | 13                |
| Svizzera                        | 5                 |